# 매성고등학교
매성고등학교(梅城高等學校)는 대한민국 전라남도 나주시 빛가람동에 있는 공립 고등학교이다.

## 학교 연혁
- 2020년 3월 1일 : 매성 중.고등학교 개교(중-고 통합학교)
- 2020년 3월 1일 : 제1대 김설오 교장 부임
- 2020년 3월 2일 : 제1회 입학식(86명 입학)
- 2023년 2월 8일 : 제1회 졸업식(88명 졸업)
- 2025년 2월 6일 : 제3회 졸업식(120명 졸업)
- 2025년 3월 1일 : 제4대 신원호 교장 부임
- 2025년 3월 4일 : 제6회 입학식(167명 입학)

## 참고 자료
- 매성고등학교 - 한국교육학술정보원 학교알리미